# Lawrence Hill (Basketballspieler)
Lawrence David Hill (* 16. September 1987) ist ein US-amerikanischer Basketballspieler. Nach dem Studium in seinem Heimatland wurde Hill Profi und spielte zunächst in Mexiko und Südkorea, bevor er nach einer Saison in der NBA Development League nach Israel kam. Seit der Basketball-Bundesliga 2013/14 spielte Hill bis 2015 in Deutschland für den Erstligisten Artland Dragons.

## Karriere
Hill erreichte seinen Schulabschluss in Glendale (Arizona), bei dem er 2005 zudem als bester Basketballspieler aller Schulen des US-Bundesstaates zum Gatorade Player of the Year ernannt wurde. Zum Studium ging Hill an die Stanford University im gleichnamigen kalifornischen Ort, wo er von 2005 vier Jahre lang für die Hochschulmannschaft Cardinal in der Pacific-10 Conference der NCAA Division I spielte. Nach einer Teilnahme und einem frühen Ausscheiden im National Invitation Tournament 2006 qualifizierte sich Hill mit dieser Mannschaft 2007 und 2008 für das landesweite NCAA-Endrundenturnier. Nach einer Erstrundenniederlage ein Jahr zuvor erreichte man 2008 das Achtelfinale Sweet Sixteen, das jedoch gegen die Longhorns der University of Texas verloren ging. 
Nachdem Hill in der NBA-Draft 2009 von keinem Klub der am höchsten dotierten Profiliga NBA ausgewählt worden war, spielte Hill noch in der NBA Summer League für die Golden State Warriors. Als ihm dort auch nicht der Sprung in einen endgültigen Saisonkader gelang, war er in der Saison 2009/10 in der mexikanischen Liga Nacional de Baloncesto Profesional (LNBP) für die „Halcones Rojos“ (deutsch rote Falken) aus Veracruz aktiv. Man verlor jedoch die Play-off-Finalserie um die Meisterschaft gegen den regionalen Rivalen und Titelverteidiger Halcones UV aus Xalapa. 2011 spielte Hill dann in der Korean Basketball League (KBL) für die Orions aus Daegu. Für die Mannschaft, die in der geschlossenen, zehn Mannschaften umfassenden Liga am Saisonende nur Tabellenletzter wurde, absolvierte Hill noch 15 Einsätze in Meisterschaftsspielen.
In der Saison 2011/12 spielte Hill in der D-League für die Texas Legends aus Frisco (Texas). Nach vier Einsätzen bekam er einen Vertrag in der NBA bei den Sacramento Kings, wo er jedoch ohne Einsatz blieb. Nachdem der Vertrag wieder beendet war, kehrte er in die D-League zurück, wo er an der Nordostküste für die Maine Red Claws weiterspielte, die jedoch erneut die Play-offs der D-League verpassten. In der Saison 2012/13 spielte Hill dann in der israelischen Ligat ha’Al für Hapoel aus Cholon. Im europäischen Vereinswettbewerb EuroChallenge 2012/13 erreichte man die Zwischenrunde der besten 16 Mannschaften, in der man jedoch sieglos blieb. In der nationalen Meisterschaft erreichte man nur den neunten Platz der Hauptrundentabelle, der nicht zum Einzug in die Play-offs um den Titel reichte. Für die Basketball-Bundesliga 2013/14 wurde Hill vom deutschen Erstligisten Artland Dragons aus Quakenbrück verpflichtet, mit dem er im Eurocup 2013/14 jedoch früh ausschied. In der nationalen Meisterschaft kam man als Hauptrundensiebter in die Play-offs, in denen die Dragons in der ersten Runde den Titelverteidiger Brose Baskets entthronen konnten, der zuvor die Meisterschaft vier Mal in Folge gewonnen hatte. In der Play-off-Halbfinalserie verlor man dann jedoch nach hartem Kampf in vier Spielen gegen Pokalsieger ALBA Berlin.
Nach dem freiwilligen Rückzug der Artland Dragons nach der Spielzeit 2015/2016 wechselte Hill nach Frankreich zu STB Le Havre.